# قرمز (باند)
رد (به شکل R3D یا RED) یک گروه راک مسیحی آمریکایی از نشویل، تنسی است که در سال ۲۰۰۲ توسط برادران گیتاریست آنتونی آرمسترانگ و نوازنده بیس رندی آرمسترانگ، مایکل بارنز به عنوان خواننده اصلی تشکیل شد.
گروه رد سبک‌های موسیقی راک مسیحی، آلترناتیو راک، متال آلترناتیو، کریستین متال، نو متال، پست گرانج و سنگ سخت را اجرا می‌کند.

## دیسکوگرافی
- پایان سکوت (۲۰۰۶)
- معصومیت و غریزه (۲۰۰۹)
- تا زمانی که چهره داریم (۲۰۱۱)
- رها کردن وحشت (۲۰۱۳)
- زیبایی و خشم (۲۰۱۵)
- رفته (۲۰۱۷)
- اعلامیه (۲۰۲۰)
- دارای رتبه R (2023)